# John Alexander
Pour les articles homonymes, voir John Alexander (homonymie) et Alexander.
John Alexander, né le 4 juillet 1951 à Sydney, est un homme politique et un ancien joueur professionnel et entraîneur de tennis australien.

## Carrière
Pendant sa carrière sur le circuit, il a remporté 7 tournois en simple et 27 tournois en double (principalement avec Phil Dent) de 1970 à 1983. Il a atteint son meilleur classement le 15 décembre 1975 : 8e mondial.
Dans les tournois du Grand Chelem, en simple il a notamment atteint trois fois les demi-finales de l'Open d'Australie (en 1974 et deux fois en 1977), et est parvenu à atteindre les huitièmes de finale dans les trois autres tournois majeurs. En double, il a gagné deux fois l'Open d'Australie et a atteint la finale à Roland-Garros et à Wimbledon.
En Coupe Davis, il est le plus jeune joueur à avoir représenté l'Australie, en 1968, à l'âge de 17 ans. Il a remporté le titre en 1977 contre l'Italie.
Plus récemment, il a été capitaine de l'équipe australienne de Fed Cup en 2005.
Il est élu député libéral de Bennelong le 21 août 2010.

## Parcours dans les tournois duGrand Chelem

### En simple
| Année | Open d'Australie | Open d'Australie  | Internationaux de France | Internationaux de France | Wimbledon       | Wimbledon   | US Open         | US Open       | Open d'Australie | Open d'Australie |
| ----- | ---------------- | ----------------- | ------------------------ | ------------------------ | --------------- | ----------- | --------------- | ------------- | ---------------- | ---------------- |
| 1967  | 1er tour (1/32)  | A. Stone          | —                        | —                        | —               | —           | —               | —             | n.o.             | n.o.             |
| 1968  | —                | —                 | 3e tour (1/16)           | R. Carmichael            | 2e tour (1/32)  | J. Newcombe | —               | —             | n.o.             | n.o.             |
| 1969  | 2e tour (1/16)   | R. Ruffels        | 1er tour (1/64)          | P. Hombergen             | 1/8 de finale   | R. Lutz     | 2e tour (1/32)  | T. Gorman     | n.o.             | n.o.             |
| 1970  | 1/8 de finale    | T. Okker          | 1er tour (1/64)          | A. Panatta               | 2e tour (1/32)  | R. Laver    | —               | —             | n.o.             | n.o.             |
| 1971  | 1er tour (1/32)  | B. Phillips-Moore | 2e tour (1/32)           | M. Riessen               | 2e tour (1/32)  | M. Riessen  | 1/8 de finale   | A. Ashe       | n.o.             | n.o.             |
| 1972  | 1/8 de finale    | B. Phillips-Moore | —                        | —                        | —               | —           | 2e tour (1/32)  | R. Case       | n.o.             | n.o.             |
| 1973  | 2e tour (1/16)   | P. Dominguez      | 1er tour (1/64)          | P. Barthes               | —               | —           | 1/8 de finale   | J. Kodeš      | n.o.             | n.o.             |
| 1974  | 1/2 finale       | J. Connors        | —                        | —                        | 2e tour (1/32)  | T. Roche    | 3e tour (1/16)  | J. Connors    | n.o.             | n.o.             |
| 1975  | 1/4 de finale    | D. Crealy         | 1/8 de finale            | O. Parun                 | 2e tour (1/32)  | P. Kronk    | 2e tour (1/32)  | A. Pattison   | n.o.             | n.o.             |
| 1976  | —                | —                 | —                        | —                        | 1er tour (1/64) | O. Parun    | 3e tour (1/16)  | E. Dibbs      | n.o.             | n.o.             |
| 1977  | 1/2 finale       | G. Vilas          | —                        | —                        | 2e tour (1/32)  | M. Cox      | 2e tour (1/32)  | D. Stockton   | 1/2 finale       | V. Gerulaitis    |
| 1978  | n.o.             | n.o.              | 1/8 de finale            | H. Gildemeister          | 1/8 de finale   | J. Connors  | 1er tour (1/64) | R. Ramírez    | 1/4 de finale    | J. Marks         |
| 1979  | n.o.             | n.o.              | —                        | —                        | 3e tour (1/16)  | G. Mayer    | 2e tour (1/32)  | H. Pfister    | 1er tour (1/32)  | R. Fisher        |
| 1980  | n.o.             | n.o.              | —                        | —                        | —               | —           | —               | —             | 1er tour (1/32)  | V. Amaya         |
| 1981  | n.o.             | n.o.              | —                        | —                        | 1er tour (1/64) | H. Leconte  | 1er tour (1/64) | T. Wilkison   | 1/8 de finale    | S. Denton        |
| 1982  | n.o.             | n.o.              | 1er tour (1/64)          | T. Högstedt              | 2e tour (1/32)  | J. Connors  | 1er tour (1/64) | To. Gullikson | 1/8 de finale    | S. Giammalva Jr  |
| 1983  | n.o.             | n.o.              | 1/8 de finale            | Y. Noah                  | 2e tour (1/32)  | R. Tanner   | —               | —             | 2e tour (1/32)   | To. Gullikson    |
| 1984  | n.o.             | n.o.              | 2e tour (1/32)           | M. Wilander              | 1er tour (1/64) | S. Bale     | —               | —             | 2e tour (1/32)   | E. Edwards       |
| 1985  | n.o.             | n.o.              | —                        | —                        | —               | —           | —               | —             | 1er tour (1/64)  | S. Youl          |

N.B. : à droite du résultat se trouve le nom de l'ultime adversaire.

### En double
| Année | Open d'Australie                                                                  | Open d'Australie                                                              | Internationaux de France                                                             | Internationaux de France                                                           | Wimbledon                                                                        | Wimbledon                                                                        | US Open                                                                          | US Open             | Open d'Australie                                                          | Open d'Australie |
| ----- | --------------------------------------------------------------------------------- | ----------------------------------------------------------------------------- | ------------------------------------------------------------------------------------ | ---------------------------------------------------------------------------------- | -------------------------------------------------------------------------------- | -------------------------------------------------------------------------------- | -------------------------------------------------------------------------------- | ------------------- | ------------------------------------------------------------------------- | ---------------- |
| 1968  | —                                                                                 | —                                                                             | 2e tour (1/16) D. Crealy \|\| style="text-align:left;" \| I. Buding T. Ulrich        | 2e tour (1/16) D. Crealy \|\| style="text-align:left;" \| J.L. Arilla M. Orantes   | —                                                                                | —                                                                                | n.o.                                                                             | n.o.                |                                                                           |                  |
| 1969  | 1/8 de finale P. Dent \|\| style="text-align:left;" \| J. Newcombe T. Roche       | 2e tour (1/32) P. Dent \|\| style="text-align:left;" \| W. Alvarez J. Velasco | 2e tour (1/16) P. Dent \|\| style="text-align:left;" \| D. Contet F. Jauffret        | 2e tour (1/16) P. Dent \|\| style="text-align:left;" \| D. Crealy A. Stone         | n.o.                                                                             | n.o.                                                                             |                                                                                  |                     |                                                                           |                  |
| 1970  | Finale P. Dent                                                                    | R. Lutz S. Smith                                                              | 3e tour (1/16) P. Dent \|\| style="text-align:left;" \| I. Fletcher P. Marmureanu    | 1/8 de finale P. Dent \|\| style="text-align:left;" \| B. Hewitt F. McMillan       | —                                                                                | —                                                                                | n.o.                                                                             | n.o.                |                                                                           |                  |
| 1971  | 1/8 de finale P. Dent \|\| style="text-align:left;" \| A. Ashe D. Ralston         | 1/8 de finale P. Dent \|\| style="text-align:left;" \| P. Cornejo J. Fillol   | 1/2 finale P. Dent \|\| style="text-align:left;" \| R. Emerson R. Laver              | 1/8 de finale P. Dent \|\| style="text-align:left;" \| J. Borowiak H. Rahim        | n.o.                                                                             | n.o.                                                                             |                                                                                  |                     |                                                                           |                  |
| 1972  | 1/8 de finale M. Anderson \|\| style="text-align:left;" \| P. Dominguez P. Proisy | —                                                                             | —                                                                                    | —                                                                                  | —                                                                                | 1/4 de finale P. Dent \|\| style="text-align:left;" \| O. Davidson J. Newcombe   | n.o.                                                                             | n.o.                |                                                                           |                  |
| 1973  | Finale P. Dent                                                                    | M. Anderson J. Newcombe                                                       | 1er tour (1/32) P. Dent \|\| style="text-align:left;" \| J. Fassbender H.-J. Pohmann | —                                                                                  | —                                                                                | 1/4 de finale P. Dent \|\| style="text-align:left;" \| O. Davidson J. Newcombe   | n.o.                                                                             | n.o.                |                                                                           |                  |
| 1974  | 1/4 de finale A. Stone \|\| style="text-align:left;" \| S. Ball B. Giltinan       | —                                                                             | —                                                                                    | 1/4 de finale P. Dent \|\| style="text-align:left;" \| J. Connors I. Năstase       | 1/4 de finale M. Riessen \|\| style="text-align:left;" \| R. Lutz S. Smith       | n.o.                                                                             | n.o.                                                                             |                     |                                                                           |                  |
| 1975  | Victoire P. Dent                                                                  | R. Carmichael A. Stone                                                        | Finale P. Dent                                                                       | B. Gottfried R. Ramírez                                                            | 2e tour (1/16) P. Dent \|\| style="text-align:left;" \| M. Holeček K. Meiler     | —                                                                                | —                                                                                | n.o.                | n.o.                                                                      |                  |
| 1976  | —                                                                                 | —                                                                             | —                                                                                    | —                                                                                  | —                                                                                | —                                                                                | 2e tour (1/16) P. Dent \|\| style="text-align:left;" \| P. Fleming F. Taygan     | n.o.                | n.o.                                                                      |                  |
| 1977  | 1/2 finale P. Dent \|\| style="text-align:left;" \| C. Pasarell E. Van Dillen     | —                                                                             | —                                                                                    | Finale P. Dent                                                                     | R. Case G. Masters                                                               | 1er tour (1/32) P. Dent \|\| style="text-align:left;" \| T. Moor M. Cahill       | Finale P. Dent                                                                   | R. Ruffels A. Stone |                                                                           |                  |
| 1978  | n.o.                                                                              | n.o.                                                                          | —                                                                                    | —                                                                                  | 1/2 finale P. Dent \|\| style="text-align:left;" \| B. Hewitt F. McMillan        | 1/8 de finale P. Dent \|\| style="text-align:left;" \| S. Smith R. Lutz          | 1/8 de finale P. Dent \|\| style="text-align:left;" \| S. Ball R. Carmichael     |                     |                                                                           |                  |
| 1979  | n.o.                                                                              | n.o.                                                                          | —                                                                                    | —                                                                                  | 1/4 de finale P. Dent \|\| style="text-align:left;" \| J. Sadri T. Wilkison      | —                                                                                | —                                                                                | —                   | —                                                                         |                  |
| 1980  | n.o.                                                                              | n.o.                                                                          | —                                                                                    | —                                                                                  | —                                                                                | —                                                                                | —                                                                                | —                   | 1er tour (1/16) P. Dent \|\| style="text-align:left;" \| E. Ewert B. Guan |                  |
| 1981  | n.o.                                                                              | n.o.                                                                          | —                                                                                    | —                                                                                  | 1er tour (1/32) P. Dent \|\| style="text-align:left;" \| T. Delatte M. Edmondson | 1er tour (1/32) P. Dent \|\| style="text-align:left;" \| E. Fromm C. Leeds       | 1/8 de finale P. Dent \|\| style="text-align:left;" \| J. Kriek T. Wilkison      |                     |                                                                           |                  |
| 1982  | n.o.                                                                              | n.o.                                                                          | 1/8 de finale P. Cash \|\| style="text-align:left;" \| D. Carter C. Lewis            | 1er tour (1/32) J. Fillol \|\| style="text-align:left;" \| S. Krulevitz R. Meyer   | —                                                                                | —                                                                                | Victoire J. Fitzgerald                                                           | A. Andrews J. Sadri |                                                                           |                  |
| 1983  | n.o.                                                                              | n.o.                                                                          | 1er tour (1/32) J. Fitzgerald \|\| style="text-align:left;" \| S. Birner L. Pimek    | 1/4 de finale J. Fitzgerald \|\| style="text-align:left;" \| P. Fleming J. McEnroe | —                                                                                | —                                                                                | 2e tour (1/16) J. Fitzgerald \|\| style="text-align:left;" \| K. Flach R. Seguso |                     |                                                                           |                  |
| 1984  | n.o.                                                                              | n.o.                                                                          | 2e tour (1/16) J. Fitzgerald \|\| style="text-align:left;" \| M. Davis C. Dunk       | 1/4 de finale J. Fitzgerald \|\| style="text-align:left;" \| P. Fleming J. McEnroe | —                                                                                | —                                                                                | 1/4 de finale L. Bourne \|\| style="text-align:left;" \| P. Doohan M. Fancutt    |                     |                                                                           |                  |
| 1985  | n.o.                                                                              | n.o.                                                                          | —                                                                                    | —                                                                                  | 1er tour (1/32) R. Simpson \|\| style="text-align:left;" \| S. Edberg A. Järryd  | 2e tour (1/16) B. Walts \|\| style="text-align:left;" \| M. Edmondson K. Warwick | 1er tour (1/32) M. Woodforde \|\| style="text-align:left;" \| M. Bauer L. Bourne |                     |                                                                           |                  |

N.B. : le nom du ou de la partenaire se trouve sous le résultat ; le nom des ultimes adversaires se trouve à droite.